# Johann Moritz von Blaspiel
Johann Moritz von Blaspiel (* um 1654; † 1723) war ein kurbrandenburgischer Staatsmann.

## Leben

### Herkunft und Familie
Johann Moritz von Blaspiel war ein Sohn des reformierten klevisch-brandenburgischen Staatsmannes und Diplomaten Werner Wilhelm von Blaspiel (1615–1681) und der Johanna Margrita, geborene von Knippenburg (1635–1655). Am 12. Oktober 1694 wurde ihm in Kurbrandenburg der dem Vater 1678 verliehene Reichsfreiherrnstand anerkannt. Er selbst war verheiratet mit Dorothea Henriette von Hoff, Tochter des hessen-kasselischen Oberhofmarschalls, Hofmeisters, Geheimen Rats und Hofrichters Wilhelm von Hoff (1644–1689).

### Werdegang
Blaspiel war Respondent an der Universität Frankfurt/Oder und Kurator der Universität Halle/Saale. Er war 1678 bereits kurbrandenburgischer Geheimer Rat bzw. Wirklicher Geheimer Rat. Innerhalb der klevisch-brandenburgischen Regierung war er Geheimer Regierungs- und Amtskammerrat sowie Kriegsrat. Spätestens 1709 führte er den Titel eines preußischen Staatsministers und avancierte selben Jahres zum Generalkommissariatsrat in Kleve, wo er schließlich seit 1713 Regierungspräsident war. Von 1709 bis 1718 war er zudem Erbherr zu Winterburg.